# Hoya albida
Hoya albida är en oleanderväxtart som beskrevs av Kloppenb., Cajano och Carandang. Hoya albida ingår i släktet Hoya och familjen oleanderväxter. Inga underarter finns listade i Catalogue of Life.